# Швед Мар'ян Васильович
Мар'ян Васильович Швед (нар. 16 липня 1997, Миколаїв, Львівська область, Україна) — український футболіст, півзахисник донецького «Шахтаря». Зіграв 2 матчі за національну збірну України. Син футболіста Василя Шведа.

## Кар'єра

### «Карпати»
Вихованець львівських «Карпат» (тренер — Василь Леськів), за команду яких грав у ДЮФЛ.
2014 року наставник юнацької (U-19) команди львів'ян Ігор Йовичевич запросив футболіста до команди. За підсумками сезону 2013/14 Швед завоював бронзові медалі юнацького чемпіонату України. Після цього успіху Йовичевича призначили головним тренером основної команди «Карпат» (замість Олександра Севідова). Швед почав наступний сезон у «Карпатах» U-19, де до кінця 2014 року провів 12 матчів і забив 5 голів. Після зимової перерви Йовичевич узяв 17-річного півзахисника в першу команду. У Прем'єр-лізі юнак дебютував 1 березня 2015 у грі проти донецького «Металурга», зігравши всі 90 хвилин матчу. Швед став гравцем основного складу «Карпат», коли був ще 11-класником. 26 квітня 2015 забив два голи донецькому «Олімпіку», що дозволило «Карпатам» перемогти з рахунком 4:1.
Наприкінці сезону 2014/15 його вважали гравцем основного складу як «Карпат», так і юнацької збірної України. Через травму Мар'ян не зміг взяти участі в молодіжному чемпіонаті світу (U-20), що відбувся в червні 2015 у Новій Зеландії, а також пропустив перший тур прем'єр-ліги 2015/16.

### «Севілья»
4 серпня 2015 року іспанська «Севілья» повідомила про купівлю гравця й укладення контракту на 5 років. Там Мар'ян Швед приєднався до Євгена Коноплянки, якого іспанський клуб придбав місяць до того. Юний українець розпочав виступи за «Севілью Атлетіко» (молодіжна команда «Севільї»), яка згодом за підсумками першості 2015/16 вийшла зі Сегунди В у Сегунду.
У вересні 2015-го в Юнацькій лізі УЄФА забив переможний гол у ворота «Ювентуса». Загалом, у сезоні 2015/16 провів у цьому турнірі 6 матчів (1 гол і 2 гольові передачі).
На початку 2016 року провів перше тренування з основним складом.
У вересні 2016 року в матчі молодіжної збірної України проти Шотландії отримав серйозну травму вже на початку гри та змушений був покинути поле. Лікарі «Севільї» повідомили, що українець зможе повернутися до гри не раніше, ніж через 6-8 місяців.

### Повернення до «Карпат»
30 серпня 2017 підписав трирічний контракт із «Карпатами». У сезоні 2018—2019 одразу став основним. Сезон закінчив на 3-му місці в гонці бомбардирів УПЛ, забивши 14 голів. Більше забили лише нападник «Шахтаря» Жуніор Мораес (19) і вінгер «Динамо» Віктор Циганков (16).

### «Селтік»
На початку 2019 року вінгер львівських «Карпат» і збірної України перейшов до шотландського «Селтіка», проте на правах оренди продовжив захищати кольори «Карпат» до кінця сезону 2019-20.

### «Мехелен»
На початку сезону 2020—2021 Швед на правах оренди відправився до бельгійського «Мехелена». У липні 2021 року 24-річний український півзахисник став повноцінним гравцем «Мехелена». Бельгійський клуб викупив у шотландського «Селтіка» контракт українця.

## Виступи за збірну
У 2012—2018 роках виступав за юнацькі збірні України всіх вікових категорій. Дебютував за національну збірну України 20 листопада 2018 року у виїзному матчі проти збірної Туреччини. За національну збірну України зіграв 2 матчі.

### Матчі за збірну
Станом на 12 серпня 2021
| Дата       | Місто     | Господарі | Результат | Гості   | Турнір           | Голи | Примітки |
| ---------- | --------- | --------- | --------- | ------- | ---------------- | ---- | -------- |
| 20/11/2018 | Анталія   | Туреччина | 0 – 0     | Україна | товариський матч | -    | 77'      |
| 14/11/2019 | Запоріжжя | Україна   | 1 – 0     | Естонія | товариський матч | -    | 66'      |
| Усього     |           | Матчів    | 2         |         | Голів            | 0    |          |

## Титули та досягнення
«Карпати»
- 3-тє місце юнацької першості України (2): 2014, 2015

«Севілья»
- вихід до Сеґунди (2015/16)

«Селтік»
- Чемпіон Шотландії (1): 2019/20
- Володар Кубка шотландської ліги (1): 2019/20

«Шахтар»
- Чемпіон України (2): 2022/23, 2023/24
- Володар Кубка України (2): 2023/24, 2024/25

## Клубна статистика
Станом на 25 травня 2024 року
| Сезон               | Команда             | Чемпіонат           | Чемпіонат | Чемпіонат | Кубок країни | Кубок країни | Кубок країни | Континентальні кубки | Континентальні кубки | Континентальні кубки | Інші змагання | Інші змагання | Інші змагання | Усього | Усього |
| Сезон               | Команда             | Ліга                | Ігор      | Голів     | Ліга         | Ігор         | Голів        | Ліга                 | Ігор                 | Голів                | Ліга          | Ігор          | Голів         | Ігор   | Голів  |
| ------------------- | ------------------- | ------------------- | --------- | --------- | ------------ | ------------ | ------------ | -------------------- | -------------------- | -------------------- | ------------- | ------------- | ------------- | ------ | ------ |
| 2014-15             | «Карпати»           | УПЛ                 | 10        | 2         | КУ           | 0            | 0            | —                    | —                    | —                    | —             | —             | —             | 10     | 2      |
| 2015-16             | «Карпати»           | УПЛ                 | 2         | 0         | КУ           | 0            | 0            | —                    | —                    | —                    | —             | —             | —             | 2      | 0      |
| 2015-16             | «Севілья Атлетіко»  | СB                  | 1         | 0         | —            | —            | —            | —                    | —                    | —                    | —             | —             | —             | 1      | 0      |
| 2017-18             | «Карпати»           | УПЛ                 | 18        | 6         | КУ           | 0            | 0            | —                    | —                    | —                    | —             | —             | —             | 18     | 6      |
| 2018-19             | «Карпати»           | УПЛ                 | 17        | 8         | КУ           | 2            | 1            | —                    | —                    | —                    | —             | —             | —             | 18     | 9      |
| 2019-20             | «Селтік»            | ПШ                  | 1         | 0         | КШ           | 1            | 0            | ЛЧ                   | 1                    | 1                    | —             | —             | —             | 3      | 1      |
| 2019-20             | «Карпати»           | УПЛ                 | 7         | 6         | —            | —            | —            | —                    | —                    | —                    | —             | —             | —             | 7      | 6      |
| Всього за «Карпати» | Всього за «Карпати» | Всього за «Карпати» | 54        | 22        | —            | 2            | 1            | —                    | —                    | —                    | —             | —             | —             | 56     | 23     |
| 2020-21             | «Мехелен»           | ЖПЛ                 | 22        | 4         | КБ           | 2            | 1            | —                    | —                    | —                    | —             | —             | —             | 24     | 5      |
| 2021-22             | «Мехелен»           | ЖПЛ                 | 32        | 2         | КБ           | 3            | 1            | —                    | —                    | —                    | —             | —             | —             | 35     | 3      |
| 2022-23             | «Мехелен»           | ЖПЛ                 | 3         | 0         | КБ           | 0            | 0            | —                    | —                    | —                    | —             | —             | —             | 3      | 0      |
| Всього за «Мехелен» | Всього за «Мехелен» | Всього за «Мехелен» | 57        | 6         | —            | 5            | 2            | —                    | —                    | —                    | —             | —             | —             | 62     | 8      |
| 2022-23             | «Шахтар»            | УПЛ                 | 10        | 2         | —            | —            | —            | ЛЧ/ЛЄ                | 3+1                  | 2+0                  | —             | —             | —             | 14     | 4      |
| 2023-24             | «Шахтар»            | УПЛ                 | 13        | 3         | КУ           | 2            | 0            | ЛЧ/ЛЄ                | 2+1                  | 0                    | —             | —             | —             | 18     | 3      |
| Всього за «Шахтар»  | Всього за «Шахтар»  | Всього за «Шахтар»  | 23        | 5         | —            | 2            | 0            | —                    | 7                    | 2                    | —             | —             | —             | 32     | 7      |

## Громадська позиція
У травні 2018 підтримав ув'язненого у Росії українського режисера Олега Сенцова.

## Особисте життя
Дружина — Ольга Гринкевич, донька підприємця Ігора Гринкевича.